# Iekaterinoslavski
Iekaterinoslavski - Екатеринославский (rus) - és un khútor, un poble, del krai de Krasnodar, a Rússia. Es troba a les terres baixes de Kuban-Azov, a la vora esquerra del riu Kuban, a 3 km al sud de Tbilísskaia i a 98 km a l'est de Krasnodar, la capital.
Pertany al municipi de Màrinski.